# Hovtašat
Hovtašat (in armeno Հովտաշատ?, conosciuto anche come Hovtashat, fino al 1978 Mehmandar) è un comune dell'Armenia di 3 537 abitanti (2008) della provincia di Ararat.